# Cassephyra modesta
Cassephyra modesta là một loài bướm đêm trong họ Geometridae.